# Julia Serano
 (septembre 2023).

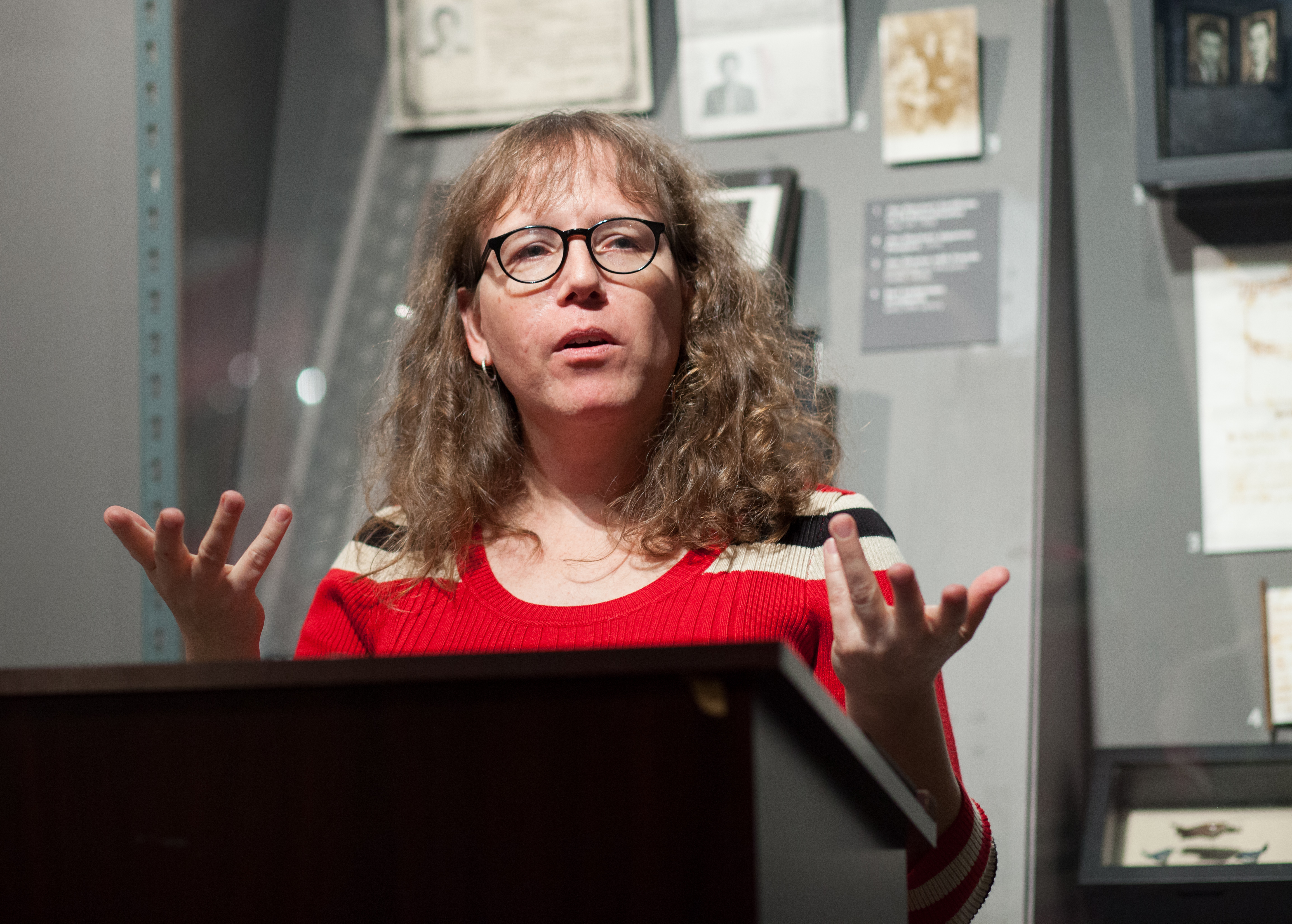
Julia Serano en 2016.

Julia Michelle Serano est une femme trans, écrivaine, militante trans-bi et biologiste américaine. Julia Serano vit actuellement à Oakland, en Californie.
Son travail est apparu dans des magazines queer, féministes, et de pop-culture, comme notamment Bitch, Clamor, Kitchen Sink, LiP, make/shift, et Transgender Tapestry. Des extraits de son travail sont apparus dans The Believer, The San Francisco Chronicle, et sur la NPR.
Sur la base de ses connaissances sur le genre, Serano a été invitée à parler de la transidentité et des problèmes des femmes trans dans de nombreuses universités, souvent dans des conférences à thèmes queer, féministe, psychologique et philosophique. Ses écrits ont également été utilisés dans des matériaux d'enseignement de cours d'études de genre aux États-Unis.
Elle a créé plusieurs termes qui sont maintenant utilisés dans les études de genre tels que appropriation cissexuelle, sexisme oppositionnel et effémimania.

## Biographie
Julia Serano a pris conscience pour la première fois d'avoir le désir d'être une femme à la fin des années 1970, quand elle avait 11 ans. Quelques années plus tard, elle a commencé à se travestir. Au début, elle se travestissait secrètement, mais finalement, elle a commencé à s'identifier ouvertement comme « masculin travesti ».
Serano a assisté à un premier groupe de parole pour travestis en 1994, quand elle vivait au Kansas,.
Peu après, Serano s'est déplacée vers la San Francisco Bay Area où elle a rencontré Dani, sa future épouse, en 1998. À cette époque, Serano a commencé à s'identifier non seulement comme trasvestie mais aussi comme transgenre et bigenre.
En 2001, elle a commencé médicalement la transition et à s'identifier en tant que femme trans.

### Auteure
Elle est l'auteure en 2007 de Whipping Girl: A Transsexual Woman on Sexism and the Scapegoating of Femininity, qualifié par Les Inrocks de texte LGBT culte.
Son second livre, Excluded: Making Feminist and Queer Movements More Inclusive, a été publié en septembre 2013 par Seal Press.

### Autres activités
Serano est championne de poésie slam et a donné des spectacles dans des universités, ainsi que lors d'événements tels que la National Queer Arts Festival, la San Francisco Pride Dyke March, la Trans March, Ladyfest, outCRY!, Femme 2006 et dans Les Monologues du vagin.
Serano est aussi guitariste-chanteuse-parolière pour le Bitesize pop trio.
Serano organise et accueille les GenderEnders, une série de performances qui présente le travail de personnes transgenres, intersexuées, et les artistes et les alliés genderqueer. Elle a produit 20 spectacles. Serano a reçu une subvention pour The Penis Issue: Trans and Intersex Women Speak Their Minds, un événement de spokenword, dans le cadre du 2007 National Queer Arts Festival.
Serano est aussi biologiste travaillant comme chercheuse à l'université de Californie à Berkeley
dans le domaine de la biologie de l'évolution et du développement. Elle a obtenu son doctorat en biochimie et biophysique moléculaire à l'université Columbia. Une de ses découvertes est le K10 transport/localisation element (TLS) dans Drosophila melanogaster.

## Travaux

### Ouvrages
- (en) Julia Serano, Either/or, Switch Hitter Press, 2002 (OCLC 58926464).
- (en) Julia Serano, Whipping Girl : A Transsexual Woman on Sexism and the Scapegoating of Femininity et Uma Mulher Transsexual sobre Sexismo e Bode-Espiamento da Feminilidade, Seal Press, 2007, 1re éd. (ISBN 1-58005-154-5, OCLC 81252738, LCCN 2007003954).[5]
- (en) Julia Serano, Excluded: Making Feminist and Queer Movements More Inclusive, Seal Press, 2013, 336 p. (ISBN 978-1-58005-504-8, OCLC 1131661564, LCCN 2013016145).
- Julia Serano (trad. Noémie Grunenwald), Manifeste d'une femme trans et autres textes, Paris, Cambourakis, 2020, 208 p. (ISBN 9782366244748)

### Anthologies
- (en) Yes Means Yes: Visions of Female Sexual Power and A World Without Rape, Berkeley, Calif., Seal Press, 2008, 227–240 p. (ISBN 978-1-58005-257-3, OCLC 227574524), « Why nice guys finish last »
- (en) Trans/Love: Radical Sex, Love & Relationships Beyond the Gender Binary, San Francisco, Manic D Press, 2011 (ISBN 9781933149561, OCLC 709681495), « Cherry Picking »